# Campeonato Sul-Americano de Voleibol Masculino de 2019
O Campeonato Sul-Americano de Voleibol Masculino de 2019 foi a 33ª edição do torneio organizado pela Confederação Sul-Americana de Voleibol (CSV) a cada dois anos. Sediada novamente nas cidades chilenas de Santiago e Temuco, cujas partidas serão realizadas no Gimnasio Polideportivo del Estadio Nacional e no Gimnasio Olímpico de la Universidad de La Frontera,respectivamente, já  as definições do pódio se jogará na Gran Arena Monticello.A competição está previsa para ocorrer no período de  10 a 14 de setembro, com a participação de oito países. 
O Brasil conquistou seu 32º título, sendo o vigésimo sétimo consecutivamente, derrotando na final a Argentina.A seleção chilena completou o pódio. E o oposto brasileiro  Alan Souza foi premiado como melhor jogador (MVP) da competição.Como o Brasil já havia assegurado sua vaga aos Jogos Olímpicos de Verão de 2020, a Argentina disputará o Pré-Olímpico 2020.

## Seleções participantes
As seguintes seleções participaram no Campeonato Sul-Americano de 2019ː
| Equipe    | Última participação |
| --------- | ------------------- |
| Chile     | (Sede), 4º em 2017  |
| Argentina | 3º em 2017          |
| Bolívia   | 7º em 1977          |
| Brasil    | 1º em 2017          |
| Colômbia  | 5º em 2017          |
| Equador   | 8º em 1997          |
| Peru      | 7º em 2017          |
| Venezuela | 2º em 2017          |

## Formato de disputa
As oito seleções participantes foram divididas proporcionalmente em Grupo A e B, nos quais as equipes se enfrentarão entre si, definindo-se os dois semifinalistas de cada grupo e os dois últimos colocados disputaram as partidas pelo quinto ao oitavo lugares, ambos os confrontos realizados no sistema de cruzamento olímpico.
Os vencedores das semifinais farão a grande final e os perdedores a disputarão a partida válida pelo terceiro lugar.

## Primeira Fase
|  | Qualificados para a Semifinal                  |
|  | Qualificados para a disputa do 5 ao 8º lugares |

### Grupo A
Classificação
|     |           |     | Jogos | Jogos | Jogos | Resultados | Resultados | Resultados | Resultados | Resultados | Resultados | Sets | Sets | Sets  | Pontos | Pontos | Pontos |
| Pos | Equipe    | Pts | T     | V     | D     | 3–0        | 3–1        | 3–2        | 2–3        | 1–3        | 0–3        | V    | P    | R     | V      | P      | R      |
| --- | --------- | --- | ----- | ----- | ----- | ---------- | ---------- | ---------- | ---------- | ---------- | ---------- | ---- | ---- | ----- | ------ | ------ | ------ |
| 1   | Brasil    | 9   | 3     | 3     | 0     | 2          | 1          | 0          | 0          | 0          | 0          | 9    | 1    | 9,000 | 243    | 173    | 1.405  |
| 2   | Argentina | 6   | 3     | 2     | 1     | 2          | 0          | 0          | 0          | 1          | 0          | 7    | 3    | 2.333 | 240    | 172    | 1.395  |
| 3   | Colômbia  | 3   | 3     | 1     | 2     | 1          | 0          | 0          | 0          | 0          | 2          | 3    | 6    | 0.500 | 159    | 201    | 0.791  |
| 4   | Equador   | 0   | 3     | 0     | 3     | 0          | 0          | 0          | 0          | 0          | 3          | 0    | 9    | 0,000 | 128    | 225    | 0.569  |

| Data   | Hora  |              | Placar |           | Set 1 | Set 2 | Set 3 | Set 4 | Set 5 | Total | Relatório |
| ------ | ----- | ------------ | ------ | --------- | ----- | ----- | ----- | ----- | ----- | ----- | --------- |
| 10 set | 19:00 | 'Argentina ' | 3–0    | Colômbia  | 25–15 | 25–12 | 25–15 |       |       | 75–42 | 75–42     |
| 10 set | 21:00 | 'Brasil '    | 3–0    | Equador   | 25–10 | 25–16 | 25–14 |       |       | 75–40 | 75–40     |
| 11 set | 19:00 | 'Argentina ' | 3–0    | Equador   | 25–11 | 25–14 | 25–12 |       |       | 75–37 | 75–37     |
| 11 set | 21:00 | 'Brasil '    | 3–0    | Colômbia  | 25–15 | 25–10 | 25–17 |       |       | 75–42 | 75–42     |
| 12 set | 13:00 | 'Colômbia '  | 3–0    | Equador   | 25–20 | 25–14 | 25–17 |       |       | 75–51 | 75–51     |
| 12 set | 15:00 | 'Brasil '    | 3–1    | Argentina | 25–23 | 25–21 | 18–25 | 25-21 |       | 93–69 | 93–90     |

### Grupo B
Classificação
|     |           |     | Jogos | Jogos | Jogos | Resultados | Resultados | Resultados | Resultados | Resultados | Resultados | Sets | Sets | Sets  | Pontos | Pontos | Pontos |
| Pos | Equipe    | Pts | T     | V     | D     | 3–0        | 3–1        | 3–2        | 2–3        | 1–3        | 0–3        | V    | P    | R     | V      | P      | R      |
| --- | --------- | --- | ----- | ----- | ----- | ---------- | ---------- | ---------- | ---------- | ---------- | ---------- | ---- | ---- | ----- | ------ | ------ | ------ |
| 1   | Venezuela | 7   | 3     | 2     | 1     | 1          | 1          | 0          | 1          | 0          | 0          | 8    | 4    | 2,000 | 349    | 312    | 1.119  |
| 2   | Chile     | 6   | 3     | 2     | 1     | 2          | 0          | 0          | 0          | 1          | 0          | 7    | 3    | 2.333 | 308    | 251    | 1.227  |
| 3   | Peru      | 5   | 3     | 2     | 1     | 1          | 0          | 1          | 0          | 0          | 1          | 6    | 5    | 1.200 | 225    | 231    | 0.974  |
| 4   | Bolívia   | 0   | 3     | 0     | 3     | 0          | 0          | 0          | 0          | 0          | 3          | 0    | 9    | 0,000 | 138    | 226    | 0.611  |

| Data   | Hora  |              | Placar |              | Set 1 | Set 2 | Set 3 | Set 4 | Set 5 | Total  | Relatório |
| ------ | ----- | ------------ | ------ | ------------ | ----- | ----- | ----- | ----- | ----- | ------ | --------- |
| 10 set | 18:30 | Venezuela    | 2–3    | ' Peru'      | 25–22 | 21–25 | 21–25 | 25–17 | 14-16 | 106–89 | 106–105   |
| 10 set | 20:30 | 'Chile '     | 3–0    | Bolívia      | 25–09 | 25–17 | 25–13 |       |       | 75–39  | 75–39     |
| 11 set | 18:30 | 'Venezuela ' | 3–0    | Bolívia      | 25–13 | 25–17 | 25–19 |       |       | 75–49  | 75–49     |
| 11 set | 20:30 | 'Chile '     | 3–0    | Peru         | 25–14 | 25–17 | 25–13 |       |       | 75–44  | 75–44     |
| 12 set | 18:30 | 'Peru '      | 3–0    | Bolívia      | 25–12 | 26–24 | 25–14 |       |       | 76–50  | 76–50     |
| 12 set | 20:30 | Chile        | 1–3    | ' Venezuela' | 22–25 | 20–25 | 25–21 | 24–26 |       | 91–97  | 91–97     |

## Fase Final

### Classificação do 5º ao 8º Lugares
| Data   | Hora  |         | Placar |             | Set 1 | Set 2 | Set 3 | Set 4 | Set 5 | Total | Relatório |
| ------ | ----- | ------- | ------ | ----------- | ----- | ----- | ----- | ----- | ----- | ----- | --------- |
| 13 set | 19:00 | 'Peru ' | 3–0    | Equador     | 25–22 | 25–22 | 25–15 |       |       | 75–59 | 75–59     |
| 13 set | 21:00 | Bolívia | 0–3    | ' Colômbia' | 19–25 | 19–25 | 18–25 |       |       | 56–75 | 56–75     |

### Semifinais
|  | Semifinais  | Semifinais  |   |             | Final       | Final |  |
|  |             |             |   |             |             |       |  |
|  | 13 setembro |             |   |             |             |       |  |
|  | Brasil      | 3           |   |             |             |       |  |
|  | Chile       | 0           |   |             |             |       |  |
|  |             |             |   |             |             |       |  |
|  |             |             |   |             | 14 setembro |       |  |
|  |             |             |   |             | Brasil      | 3     |  |
|  |             | Argentina   | 2 |             |             |       |  |
|  |             |             |   |             |             |       |  |
|  |             |             |   |             |             |       |  |
|  |             |             |   |             | 3º lugar    |       |  |
|  | 13 setembro | 13 setembro |   | 14 setembro | 14 setembro |       |  |
|  | Venezuela   | 0           |   | Venezuela   | 0           |       |  |
|  | Argentina   | 3           |   |             | Chile       | 3     |  |

| Data   | Hora  |           | Placar |              | Set 1 | Set 2 | Set 3 | Set 4 | Set 5 | Total | Relatório |
| ------ | ----- | --------- | ------ | ------------ | ----- | ----- | ----- | ----- | ----- | ----- | --------- |
| 13 set | 18:30 | 'Brasil ' | 3–0    | Chile        | 25–16 | 25–17 | 25–21 |       |       | 75–54 | 75–54     |
| 13 set | 20:30 | Venezuela | 0–3    | ' Argentina' | 13–25 | 16–25 | 13–25 |       |       | 42–75 | 42–75     |

### Sétimo lugar
| Data   | Hora  |            | Placar |         | Set 1 | Set 2 | Set 3 | Set 4 | Set 5 | Total | Relatório |
| ------ | ----- | ---------- | ------ | ------- | ----- | ----- | ----- | ----- | ----- | ----- | --------- |
| 14 set | 19:00 | 'Equador ' | 3–1    | Bolívia | 22-25 | 25-15 | 25-23 | 25-21 |       | 97–0  | 97–84     |

### Quinto lugar
| Data   | Hora  |         | Placar |          | Set 1 | Set 2 | Set 3 | Set 4 | Set 5 | Total | Relatório |
| ------ | ----- | ------- | ------ | -------- | ----- | ----- | ----- | ----- | ----- | ----- | --------- |
| 14 set | 21:00 | 'Peru ' | 3–2    | Colômbia | 25–23 | 13–25 | 20–25 | 26-24 | 15-10 | 99–73 | 99–107    |

### Medalha de Bronze
| Data   | Hora  |           | Placar |          | Set 1 | Set 2 | Set 3 | Set 4 | Set 5 | Total | Relatório |
| ------ | ----- | --------- | ------ | -------- | ----- | ----- | ----- | ----- | ----- | ----- | --------- |
| 14 set | 16:00 | Venezuela | 0–3    | ' Chile' | 21–25 | 18–25 | 13–25 |       |       | 52–75 | 52–75     |

### Final
| Data   | Hora  |           | Placar |           | Set 1 | Set 2 | Set 3 | Set 4 | Set 5 | Total   | Relatório |
| ------ | ----- | --------- | ------ | --------- | ----- | ----- | ----- | ----- | ----- | ------- | --------- |
| 14 set | 18:30 | 'Brasil ' | 3–2    | Argentina | 24–26 | 22–25 | 31–29 | 25–20 | 15–13 | 117–113 | 117–113   |

## Classificação final
| Posição | Equipe    |
| ------- | --------- |
| 1       | Brasil    |
| 2       | Argentina |
| 3       | Chile     |
| 4       | Venezuela |
| 5       | Peru      |
| 6       | Colômbia  |
| 7       | Equador   |
| 8       | Bolívia   |

## Premiações individuais
Os atletas que se destacaram individualmente foramː
| - Most Valuable Player Alan Souza - Melhor Oposto Bruno Lima - Melhores Ponteiros Dusan Bonacic Yoandy Leal | - Melhor Levantador Matías Sánchez - Melhores Centrais Gabriel Araya Flávio Gualberto - Melhor Líbero Santiago Danani |